# Список кратерів на Місяці, Ж
| А Б В Г Д Е Є Ж З І Й К Л М Н О П Р С Т У Ф Х Ц Ч Ш Ю Я |

| Кратер     | Латинська назва | Діаметр, км | Епонім                             | Рік затвердження МАС |
| ---------- | --------------- | ----------- | ---------------------------------- | -------------------- |
| Жансен     | Janssen         | 200 км      | П'єр-Жуль-Сезар Жансен (1824–1907) | 1935                 |
| Жирицький  | Zhiritskiy      | 33 км       | Георгій Жирицький (1893–1966)      | 1970                 |
| Жоліо      | Joliot          | 173 км      | Фредерік Жоліо-Кюрі (1900–1958)    | 1961                 |
| Жуковський | Zhukovskiy      | 82 км       | Микола Жуковський (1847–1921)      | 1970                 |
| Жуль Верн  | Jules Verne     | 146 км      | Жуль Верн (1828–1905)              | 1961                 |
| Жульєн     | Julienne        | 1,8 км      | Французьке жіноче ім'я             | 1976                 |